# Maizuru
Maizuru (japanska: 舞鶴市 ?, Maizuru-shi) är en stad i Kyoto prefektur i Japan. Staden fick stadsrättigheter 1938